# Apocalipse 17
Apocalipse 17 é o décimo-sétimo capítulo do Livro do Apocalipse (também chamado de "Apocalipse de João") no Novo Testamento da Bíblia cristã. O livro todo é tradicionalmente atribuído a João de Patmos, uma figura geralmente identificada como sendo o apóstolo João. Neste capítulo aparece a Prostituta da Babilônia.

## Texto
O texto original está escrito em grego koiné e contém 18 versículos. Alguns dos mais antigos manuscritos contendo porções deste capítulo são:
- Papiro 47 (século III, versículos 1-2)
- Codex Sinaiticus (330-360, completo)
- Codex Alexandrinus (400-440, completo)

## Estrutura
Este capítulo pode ser dividido em duas seções distintas:
- "A Mulher Escarlate e a Besta Escarlate" (versículos 1-6)
- "O Significado da Mulher e da Besta" (versículos 7-18)

## Prostituta da Babilônia

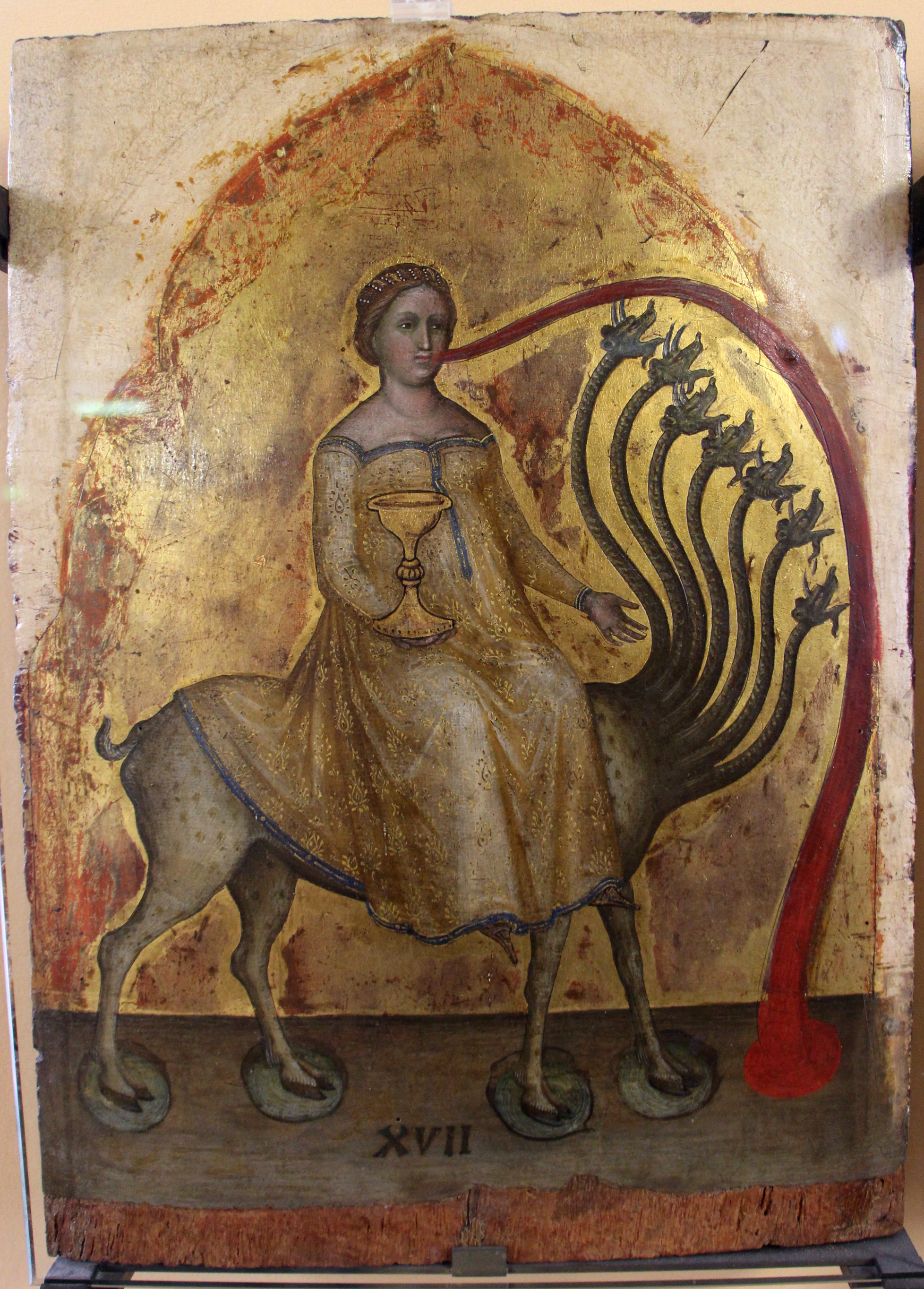
"Prostituta da Babilônia"
Políptico do Apocalipse de Jacobello Alberegno (1360-90), na Accademia de Veneza.

Logo depois das sete pragas em Apocalipse 16, um dos sete anjos foi até João para apresentá-lo à "grande prostituta". Ele a descreve em detalhes e revela, ao final, ter ficado "espantado com grande admiração" com o que viu (maiúsculo no original):
| “ | «Vi uma mulher sentada sobre uma besta cor de escarlata, cheia de nomes de blasfêmia, que tinha sete cabeças e dez chifres. A mulher estava vestida de púrpura e de escarlata, e adornada de ouro, de pedras preciosas e de pérolas, tendo na mão um cálice de ouro, cheio de abominações, isto é, as imundícias da sua fornicação. Na sua testa estava escrito um nome: MISTÉRIO, A GRANDE BABILÔNIA, A MÃE DAS PROSTITUTAS E DAS ABOMINAÇÕES DA TERRA. Vi a mulher embriagada com o sangue dos santos e com o sangue dos mártires de Jesus.» (Apocalipse 17:3–6) | ” |

O próprio anjo então explicou a visão para João de maneira bastante enigmática, identificando as sete cabeças como sendo montes e também reis, alguns passados, um presente e outro futuro. A própria besta era também um rei. Os dez chifres são reis sem reino, mas que receberão autoridade de reis, juntamente com a besta, por uma hora. "Todos eles entregaram seu poder e autoridade à besta", mas serão derrotados pelo Cordeiro e pelos seus eleitos. O anjo explica ainda que a água representa as nações e povos do mundo e que os dez chifres, assim como a besta, "odiarão a prostituta" e a destruirão no fogo por ordem de Deus (Apocalipse 17:7–17). E ele encerra declarando:
| “ | «A mulher que viste, é a grande cidade, que reina sobre os reis da terra.» (Apocalipse 17:18) | ” |